# Gloria (Donatella Moretti)
Gloria è un album della cantante Donatella Moretti pubblicato nel 1995 dalla San Paolo Audiovisivi.

## Tracce
1. Gloria Patri (Luigi De Angelis)
2. Salve Regina (Vincenzo Bellini)
3. Ave Maria (Gioachino Rossini)
4. Padre Nostro (Pietro Mascagni)
5. Laudate Dominum (Wolfgang Amadeus Mozart)
6. Ave Maria (Giuseppe Saverio Mercadante)
7. Ninna Nanna Maria (Luigi De Angelis, Edoardo Brizio)